# Radio Atlanta
Radio Atlanta was een zeezender die uitzond vanaf de Mi Amigo (ex Radio Nord schip Bonjour) van 27 april 1964 tot 2 juli 1964. De "station call" luidde "The station that's rocking the nation!". 
Op 9 mei 1964 fuseerde Radio Atlanta met Radio Caroline, de zender van Ronan O'Rahilly, uitzendend vanaf MS Caroline (vorige naam: MS Frederica). 
Radio Atlanta veranderde van naam in Radio Caroline South en bestreek met haar uitzendingen voor de kust van Frinton-on-Sea het zuidelijk deel van Engeland, terwijl MS Caroline onder de naam Radio Caroline North uitzendingen voor het noordelijke deel van Engeland ging verzorgen vanaf een ankerplaats voor de stad Ramsey (op het eiland Man). Golflengte van beide zenders was 199 meter.